# Équipe des Pays-Bas de pitch and putt
L'équipe des Pays-Bas de pitch and putt est la sélection des meilleurs joueurs des Pays-Bas de pitch and putt (Golf de dimension réduite). Elle est placée sous l'égide de l'Association britannique de Pitch et Putt (en anglais : Netherlands Federation of Pitch and Putt (NFPP)),.
La sélection est membre de la Fédération internationale des associations Pitch and Putt (FIPPA) est de l'Association européenne de Pitch and Putt (EPPA), elle est également membre de l'Association internationale des associations Pitch et Putt (IPPA).

## Palmarès
| Coupe du monde de pitch and putt - 2004 : 2e - 2006 : 4e - 2008 : 2e - 2012 : 3e - 2016 : Non présente - 2020 : | Championnat d'Europe de pitch and putt - 1999 : 6e - 2001 : 5e - 2003 : 4e - 2005 : 2e - 2007 : 4e - 2010 : 3e - 2014 : 2e - 2018 : Non présente |

| Championnat du monde de Pitch and Putt individuel - 2009 : Patrick Luning 5e et Henk-Rik Koetsier 8e - 2013 : Rolf Kwant 10e - 2017 : | Championnat Européen de Pitch and Putt individuel - 2011 : Rolf Kwant 4e - 2015 : - 2019 : |